# Antoine Cirri
Antonio „Antoine“ Cirri (* 1952 in Reggio di Calabria) ist ein italienisch-belgischer Jazzmusiker (Schlagzeug).

## Leben und Wirken
Cirri begann im Alter von zehn Jahren mit dem Schlagzeug-Spiel. Seit 1978 spielte er zunächst als Schlagzeuger in Rockbands, bevor er über den Trompeter Milou Struvay zum Jazz kam. In der Musikszene von Lüttich spielte er in den 1970er-Jahren u. a. mit Jacques Pelzer, Robert Jeanne und Jean Linsman, außerdem mit in Lüttich lebenden amerikanischen Musikern wie dem Pianisten Ron Wilson und dem Saxophonisten Lou McConnell. Daneben spielte er mit Musikern der jüngeren Generation wie André Klenes, Roben Wolf und  Pierre Peusgen; daneben beschäftigte er sich mit klassischer Perkussion/Schlagzeug und besuchte die Improvisationsklasse am Lütticher Konservatorium, wo er Unterricht bei Steve Lacy, Butch Morris und Karl Berger hatte.
In den 1980er-Jahren arbeitete Cirri als professioneller Musiker in der Formation Maydance (um Albert Wastiaux), mit dem auch 1983 erste Aufnahmen entstanden, im Quintett von Pirly Zurstrassen, mit Kris Delfort (Diva Smiles, 1986), Guy Harmel, im Heliotrope Quartett, Pierre Vaiana (El Dorado, 1989), ferner mit John Ruocco und Serge Lazarevitch. 1986/87 hatte er Gelegenheit, im Jazz-Studio Anvers mit Joe Lovano und Aldo Romano zu spielen. In Lüttich veranstaltete er die Reihe Péniche, bei der er Jon Eardley und Guy Cabay begleitete. Ab den 1990er-Jahren arbeitete Cirri u. a. mit dem Saxophonisten Michel Mainil  (Between the Two Solstices, 2005). Weiterhin interpretierte er Werke von Henri Pousseur. Im Bereich der Improvisationsmusik arbeitete er mit Garrett List, Barre Phillips, Maggie Nichols, Jim Denley, Noah Howard und Daunik Lazro. Mit Pierre Vaiana begründete er die Sonastorie (mit Mimi Verderame, Adrien Verderame, Patricia d'Antona und Marina Pittau).
Im Bereich des Jazz war er zwischen 1983 und 2013 an neun Aufnahmesessions beteiligt, zuletzt mit dem Michel Mainil Quartet Featuring Lisa Rosillo (Spanish Jazz Project).

## Lexikalischer Eintrag
- Émile Henceval: Dictionnaire du jazz à Bruxelles et en Wallonie. Liège: Pierre Mardaga, 1991.